# Grande-Percée
La Grande-Percée est un projet urbain de modernisation du centre historique de Strasbourg, entre 1910 et 1960. Elle correspond aux rues actuelles du 22-novembre, des Francs-Bourgeois, de la Division-Leclerc, et de la 1re-Armée.

## Situation et accès
La Grande-Percée se situe au cœur historique de Strasbourg, sur la Grande Île, entre le quai Desaix et le quai Saint-Thomas. Il convient de noter toutefois que la rue de la 1re-Armée se situe en dehors de la Grande Île et continue jusqu'au quai Fustel de Coulanges.
Elle s'étend sur environ 1 400 mètres. Son aspect sinueux est inspiré des travaux de l'architecte autrichien Camillo Sitte.
Accès

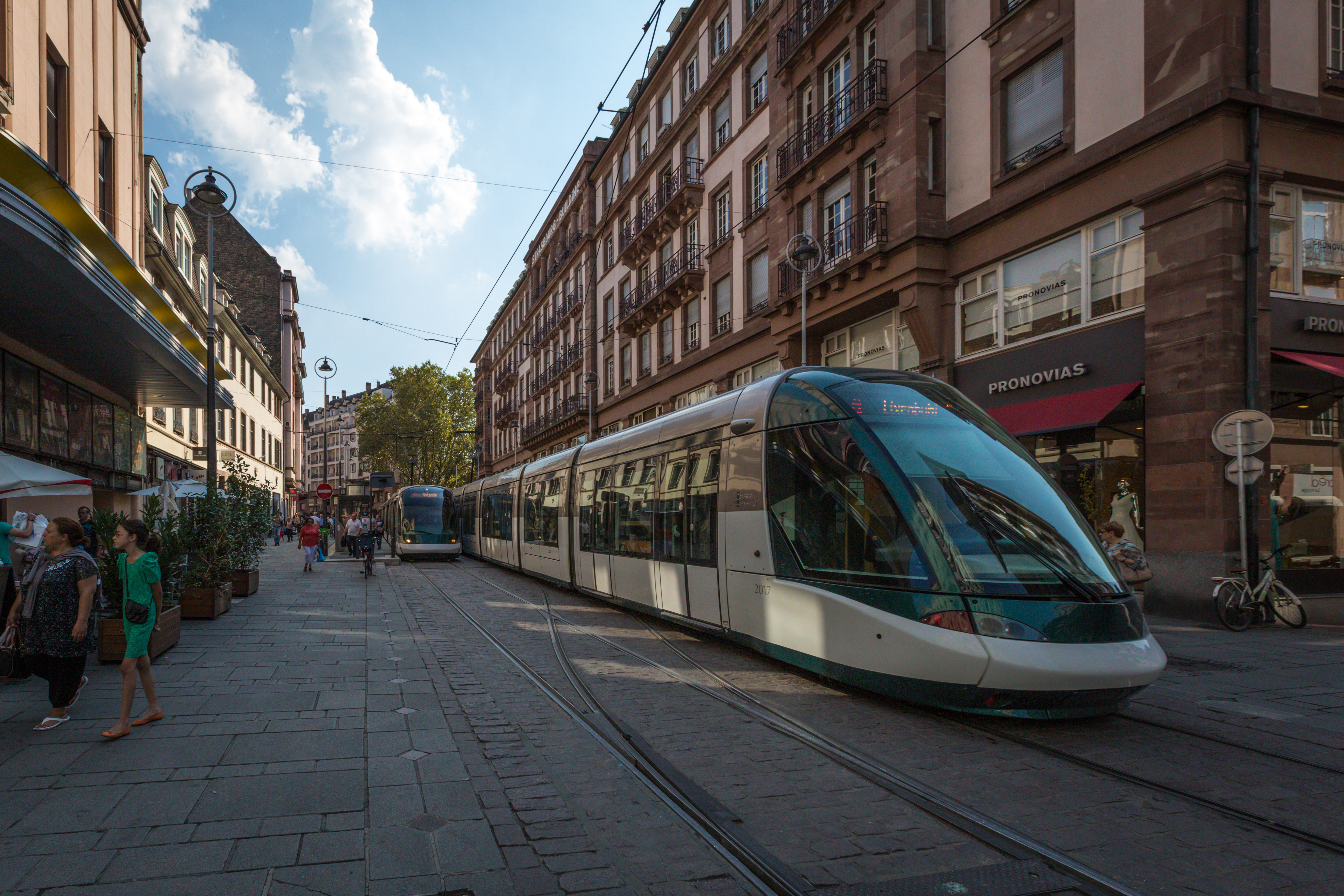
La station de Tram Langstross, dans la rue des Francs-Bourgeois.

Entre 1886 et 1960, la ligne de Graffenstaden du tramway de Strasbourg emprunte la Grande-Percée entre la place du Corbeau et le quai Louis Pasteur.
L'arrêt Alt Winmärik des lignes B et F du tramway de Strasbourg dessert depuis l'an 2000 l'entrée ouest de la Grande-Percée.
Entre la Place Kléber et la sortie sud de la Grande-Percée, cette dernière est traversée par les rails du tramway A depuis 1994. Depuis 1998, ces rails sont également empruntés par la ligne D.
Deux arrêts sont à recenser : Porte de l'Hôpital et Langstross.

## Historique

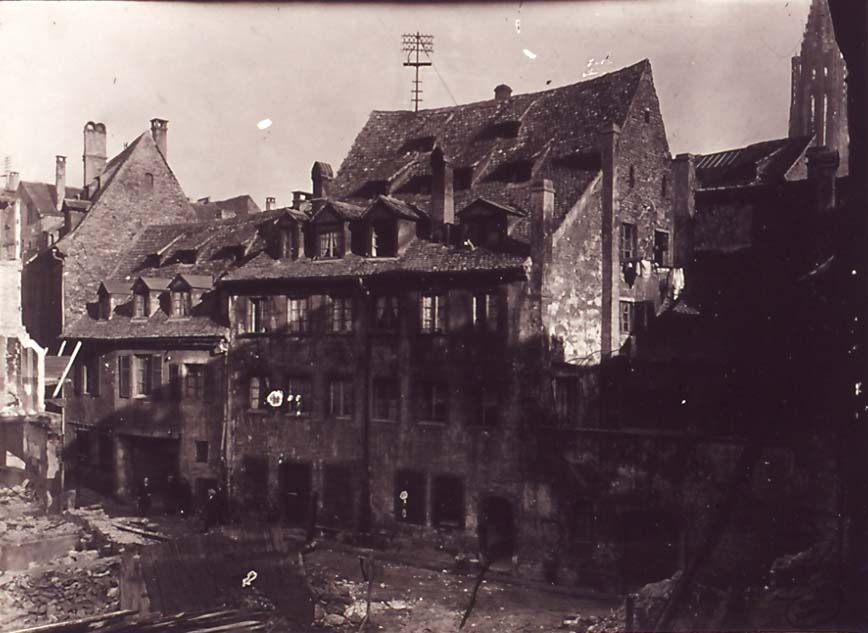
Photo du quartier situé entre Saint-Thomas et la place Kléber avant et pendant les travaux de la Grande-Percée réalisés entre 1930 et 1936.

En 1870, la densité du centre-ville de Strasbourg est très importante. Les rues sont étroites et tortueuses. Le quartier ressemble en de nombreux points à la Petite France, située à l'ouest de la ville.
Selon Laurence Perry, directrice des Archives municipales de Strasbourg, la « municipalité strasbourgeoise se préoccupe de l’habitat insalubre dès la promulgation de la loi du 13 avril 1850 qui instaure les commissions municipales de logements insalubres. » À cette époque, la ville est asphyxiée dans l'enceinte de ses remparts, et se caractérise par des logements peu éclairés, humides, malpropres, exigus, datant pour la plupart du Moyen Âge ou de la Renaissance.

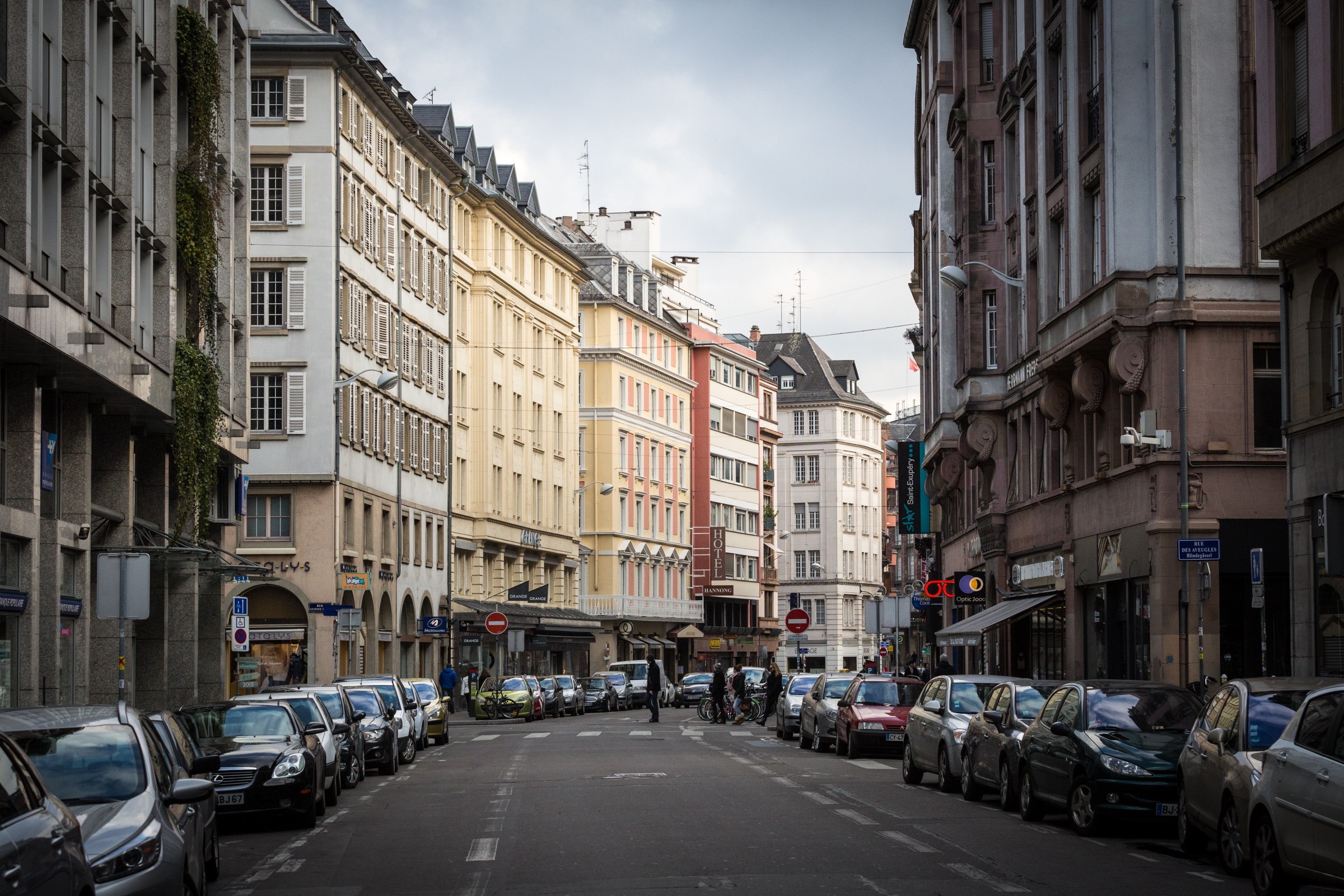
Rue du 22-Novembre.

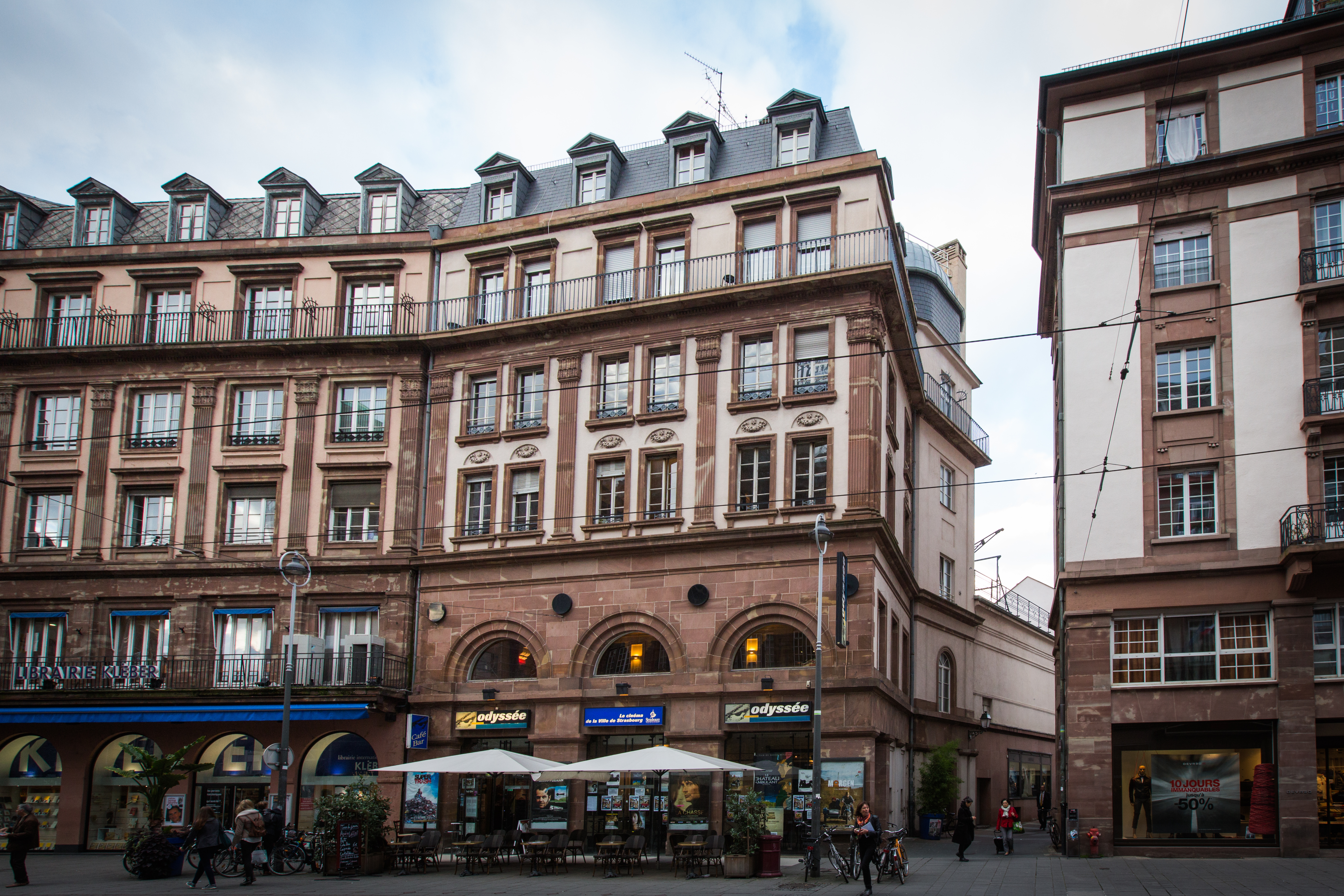
Le cinéma Odyssée dans la rue des Francs-Bourgeois.

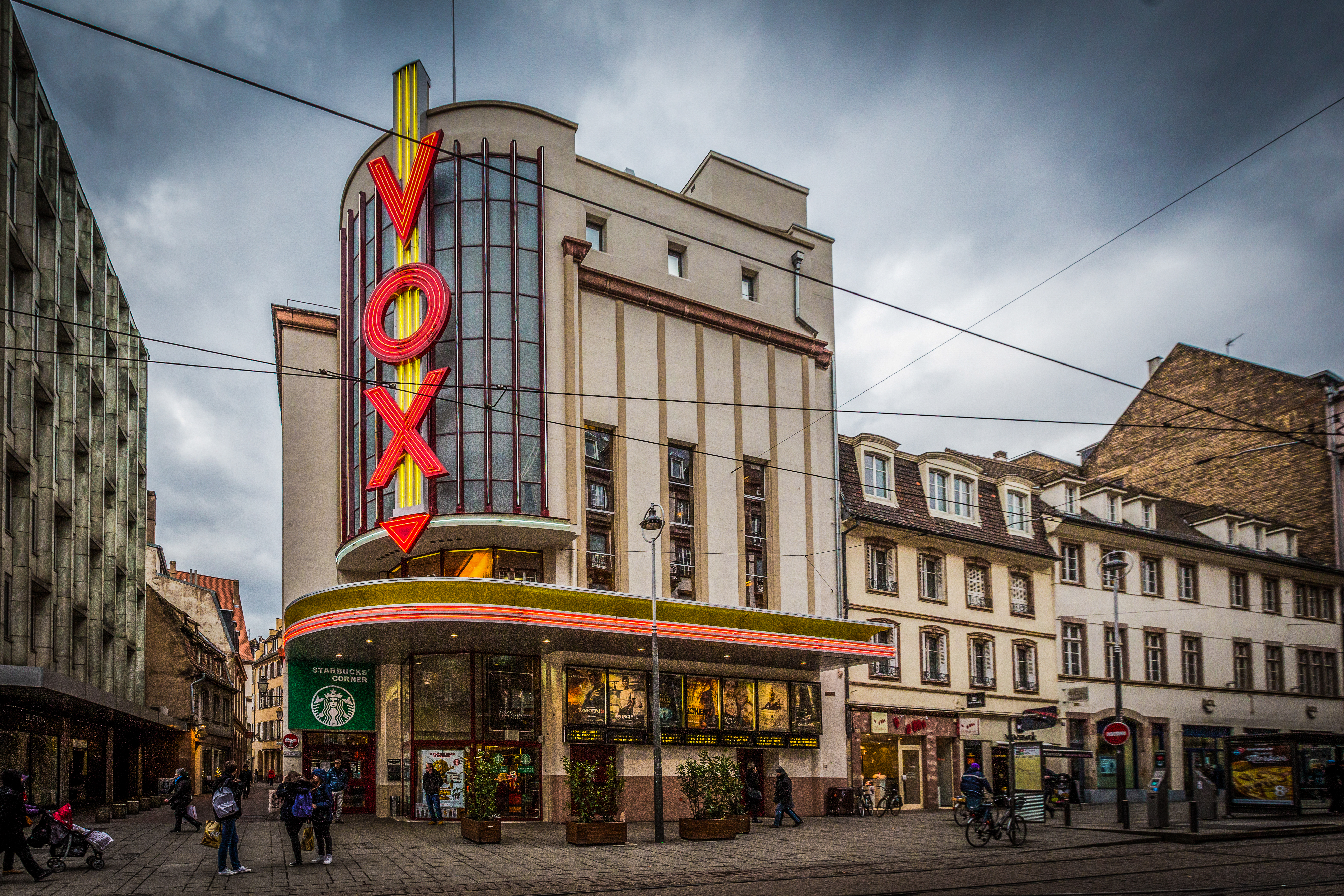
Le cinéma Vox dans la rue des Francs-Bourgeois.

Après la victoire prussienne, la loi de 1850 reste en vigueur en Alsace, et en 1897, la municipalité crée une commission des logements dotée de larges pouvoirs, pouvant par exemple obliger des travaux de rénovation. Les logements et les conditions de vie des habitants ont alors des conséquences sur la santé, favorisant par exemple la tuberculose : le centre-ville est qualité de mortifère.
En 1900, pour justifier sa politique, la ville édicte des règles régissant les logements :
- Une fenêtre d'au moins 1 m² est exigée par logement.
- Les pièces aveugles doivent servir uniquement de chambres à coucher quand le milieu de la pièce est distant de plus de 8 m d’une fenêtre et s’il n’y a pas une ouverture de 2 m² qui la relie à une pièce avec fenêtre.
- Il doit y avoir un lit par occupant (il n'était pas rare que, par manque de place, plusieurs occupants partagent le même couchage)
- Un point d'eau, et un WC pour 15 personnes est exigé.

En 1904, ces règles sont durcies : le Kreisgesundheitrat (Commission départementale pour la santé) déconseille l'utilisation des pièces aveugles, impose une hauteur de plafond de 2,20 m pour une chambre d'adulte, et interdit la condamnation des fenêtres en hiver (pratique courante pour économiser du chauffage).
Face à un tel état d'insalubrité, le maire Otto Back crée en 1899 le Sanierungsfond (Commission d'assainissement) dont le but est de racheter et détruire les bâtiments insalubres. La commission des logements est dotée de moyens financiers plus importants.
Un deuxième élément justifie la mise en place des travaux de la Grande-Percée : l'étroitesse des rues médiévales complique les communications entre la nouvelle gare centrale et le quartier allemand de la Neustadt. Cette artère devait également servir de vitrine pour le savoir-faire allemand dans la capitale du Reichsland.
Sur proposition du maire Rudolf Schwander, la Grande-Percée est acceptée par le conseil municipal en 1907. Les travaux sont lancés en 1910, pour un budget de 12 millions de mark.
Les plans de la plupart des bâtiments sont dessinés dès 1914. On note notamment le futur hôtel Excelsior (actuel hôtel Hannong) avec une façade classique, et de nombreux bâtiments très longs, de 4 étages en moyenne, selon les esquisses de Fritz Beblo.
Ainsi, dès 1914 la gare est reliée à la Place Kléber via la Neue-Strasse, renommée en 1918 rue du 22-Novembre, en souvenir de l'entrée des troupes françaises à Strasbourg le 22 novembre 1918. Architecturalement parlant, c'est la plus variée de la Grande-Percée. Six immeubles anciens ont été conservés entre le n°25 et le n°35.
Les démolitions continuent dans les années 1920 et 1930. La rue de la Division-Leclerc, construite dans les années 1920, est bordée d'immeubles moins cossus, dessinés par Paul Dochy et Paul Dopff, d'après les plans de Beblo, mais en simplifiés, sans fioritures. Ces logements sont destinés à accueillir des appartements à loyer modéré.
À cette période est construite la rue de la Bourse, qui sera très fortement endommagée par les bombardements de la seconde Guerre mondiale. De ce fait, son style est plus proche de celui des années 1950 et 1960, avec de grands bâtiments gris, similaires les uns aux autres. On note un immeuble de 1934 au numéro 26, construit sur les plans de l'architecte Ernest Misbach.

## Bâtiments remarquables et lieux de mémoire

### Legrand-magasin

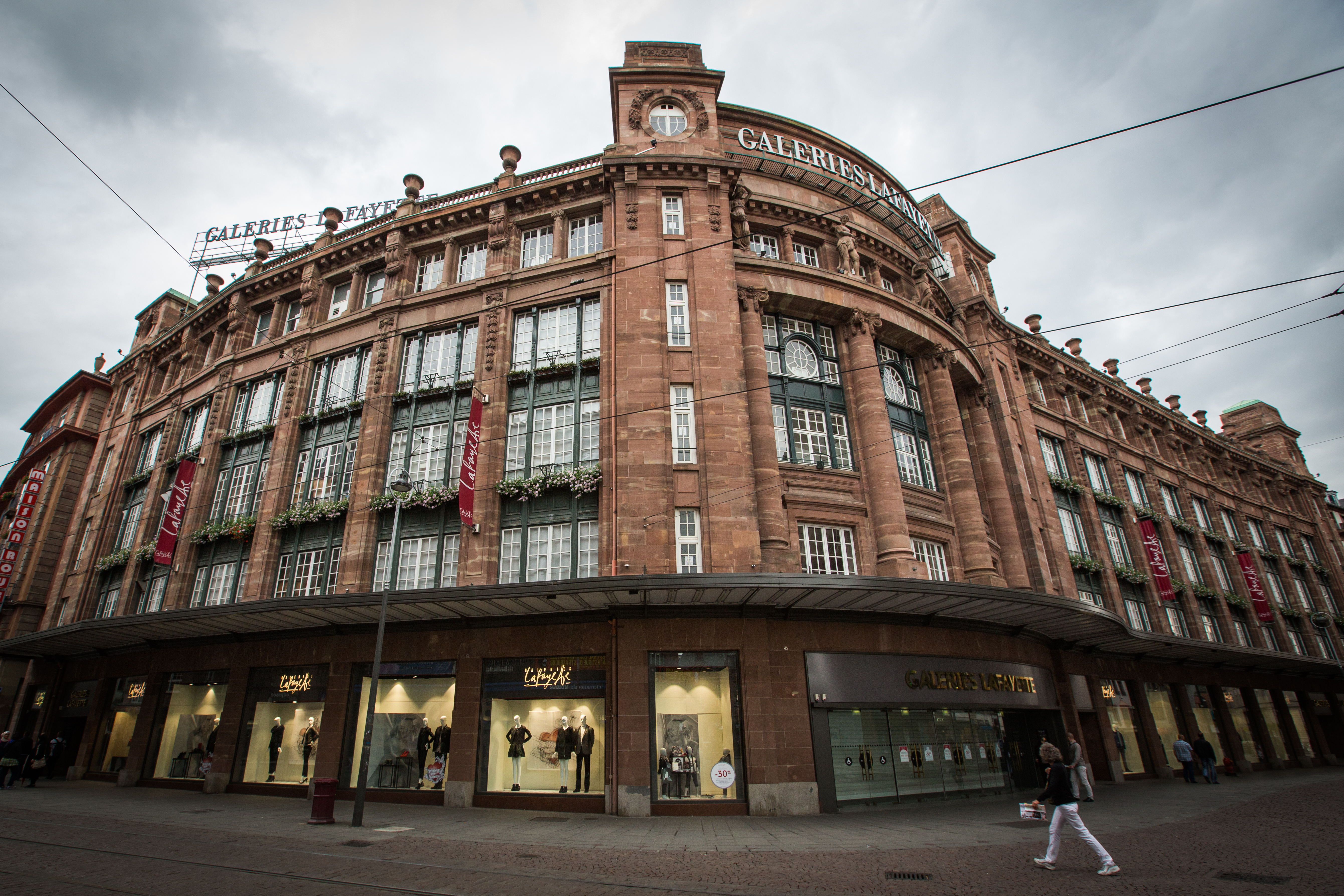
Les Galeries Lafayette à l’angle des rues du 22 novembre et des Francs-Bourgeois.

A l'angle de la rue du 22-Novembre et de la place Kléber, se trouve un grand bâtiment construit en 1912 par les architectes Jules Berninger et Gustave Krafft. Sur sa façade se trouvent quatre statues représentant les quatre saisons.
Jusqu'en 1918, il accueille l'enseigne Kaufhaus Modern, devenue Magasin Moderne après la Première Guerre mondiale. Le bâtiment est détruit par un incendie en 1920 puis rénové.
Le magasin changera plusieurs fois de nom, devenu Magmod, puis Union pendant la Seconde Guerre mondiale, à nouveau Magmod, Nouvelles Galeries, et enfin Galeries Lafayette.
De nombreux éléments de décoration intérieure et extérieure en font un bâtiment remarquable de la ville.